# Euoplocyon
Euoplocyon — вимерлий рід підродини псових Borophaginae, що родом із Північної Америки. Він жив протягом раннього та середнього міоцену, 20.6–13.6 млн років тому. Представник племені Борофагіні, це був псовий середнього розміру, який спеціалізувався на дієті з великою кількістю м'яса.